# Feliksa i Ludwik Rutkowscy
Feliksa i Ludwik Rutkowscy – Polacy odznaczeni medalem Sprawiedliwy wśród Narodów Świata.
Feliksa Rutkowska (1890–1955) i Ludwik Rutkowski (1877–1960) małżeństwo, właściciele gospodarstwa rolnego we wsi Kołodeżno koło Kowla na Wołyniu. W latach 1942–1943 ukrywali na strychu swojego domu 17-letnią Żydówkę Dorę Ruffe. Dora była córką ich znajomych, Katii i Aarona Ruffe, właścicieli pralni w Kowlu, którzy zostali zamordowani przez Niemców podczas likwidacji getta. Początkowo dziewczyna ukrywała się na strychu budynku sąsiadującego z pralnią, później zwróciła się o pomoc do Rutkowskich. Mieszkała u nich prawie rok. Była przez nich traktowana jak córka, a dla zmylenia okupanta posługiwała się dokumentami ich najmłodszej córki - Heleny. Dzięki pomocy dobrych ludzi Dora przeżyła okupację, a w 1948 wyemigrowała do Izraela. Feliksa i Ludwik Rutkowscy również przeżyli wojnę, ale opuścili Wołyń. Para zamieszkała u jednego z synów w Wólce Czułczyckiej koło Chełma, gdzie Feliksa zmarła w 1955. Po jej śmierci Ludwik przeniósł się w okolice Łodzi, gdzie zmarł w 1960.
W 2008 na wniosek ocalonej Dory Gudis małżeństwo Rutkowskich zostało pośmiertnie odznaczone medalem Sprawiedliwy wśród Narodów Świata. Odznaczenie przyznano 25 maja 2010 na ręce wnuczki Rutkowskich, Mirosławy Waleczek z Dorohuska.
Feliksa i Ludwik Rutkowscy byli jednymi z bohaterów VIII edycji projektu edukacyjnego IPN Kamienie Pamięci. Życie za życie".